# ديبورا ليرا
ديبورا ليرا (بالبرتغالية: Débora Lyra‏) هي عارضة برازيلية، ولدت في 26 سبتمبر 1989 في ديفينوبوليس في البرازيل.

## وصلات خارجية
- الموقع الرسمي